# Caulinia prostrata
Caulinia prostrata là một loài thực vật có hoa trong họ Hydrocharitaceae. Loài này được (R. Br.) F. Muell. mô tả khoa học đầu tiên năm 1871.